# Nakayama Katsuhiro
Nakayama Katsuhiro (sinh ngày 17 tháng 7 năm 1996) là một cầu thủ bóng đá người Nhật Bản.

## Sự nghiệp câu lạc bộ
Nakayama Katsuhiro hiện đang chơi cho Yokohama FC.